# Vダッシュ!!セレッソ
『Vダッシュ!!セレッソ』（ブイダッシュ セレッソ）は、1994年から2006年3月27日までテレビ大阪で毎週火曜 21:54 - 22:00 （実際にはCMなどの関係で放送されるのは3分程度）に放送されていたセレッソ大阪の応援番組である。チーム法人（大阪サッカークラブ）の筆頭株主である日本ハムの一社提供だった。

## 概要
1994年、旧JFLのヤンマーFCがJリーグ入りを念頭においてクラブ化し、現在のセレッソ大阪が確立したときに『Jアップ!!セレッソ』という表題で始まった。その後の1995年にJリーグ昇格を果たした際に『Vダッシュ!!セレッソ』と改題された。
番組は、セレッソ大阪の前週末の試合や練習の模様をリポートしていた。
番組開始当初は、堀ちえみの実妹でタレントの堀みやこ（後に堀美矢子と改める）や大阪パフォーマンスドールの重元直美（現：次長課長・河本準一夫人）がナビゲーターを務めていた。2001年4月から2005年3月まではタレントの中沢純子が、2005年4月以降は番組初の局アナナビゲーターとなる榎戸教子が担当していた。なお、週によってはアナウンサーによるナレーションだけで進められることもあった。
2004年3月からは、当時セレッソ大阪の選手だった大久保嘉人が書いたバージョンの題字を用いていたが、2005年2月に題字ロゴが変更された。
番組の終了後、セレッソ大阪の応援番組は2011年4月に関西テレビが『ゴラッソ!セレッソ』をスタートさせるまで無い状態が続いた。